# Age of Empires II: The African Kingdoms
Age of Empires II: The African Kingdoms o Age of Empires II HD: The African Kingdoms es la tercera expansión del videojuego de estrategia en tiempo real de 1999 Age of Empires II: The Age of Kings, de Microsoft. Fue publicado en Steam el 5 de noviembre de 2015. Se ha desarrollado a partir de la expansión anterior Age of Empires II: The Forgotten, y se han corregido algunos balances de unidades. En esta ocasión, la expansión se ambienta en el continente africano. La expansión agrega 4 nuevas civilizaciones, 4 nuevas campañas, 9 unidades nuevas, 24 nuevos mapas, el nuevo modo de juego Muerte súbita, nuevos efectos visuales, nuevos elementos decorativos para enriquecer los distintos escenarios, nuevos logros, etc. Una cuarta expansión se lanzó el 19 de diciembre de 2016 denominado Age of Empires II: Rise of the Rajas en donde se centra en el Sudeste Asiático. El 14 de noviembre de 2019 se lanzó la remasterización definitiva Age of Empires II: Definitive Edition, que combina tanto Age of Empires II: HD Edition como todas sus expansiones, trae incluido de serie una expansión que se llama The Last Khans, muchas más novedades, etc. El 26 de enero de 2021 lanzaron la sexta expansión en total y la primera expansión de pago del Age of Empires II: Definitive Edition que se llama Age of Empires II: Definitive Edition - Lords of the West. El 10 de agosto de 2021 lanzaron la séptima expansión en total y la segunda expansión de pago del Age of Empires II: Definitive Edition que se titula Age of Empires II: Definitive Edition - Dawn of the Dukes.

## Civilizaciones y edificios
La expansión añade 4 nuevas civilizaciones, todas vinculadas al continente africano ya sea como potencias indígenas o colonizadoras.
También agrega una maravilla (puestos abajo) a cada civilización nueva y un edificio único para los portugueses que se llama Factoría.
| Civilización y especialidades                  | Bonificaciones y bonificación de equipo | Unidades únicas                                                      | Tecnologías únicas | Maravilla                |
| ---------------------------------------------- | --- | -------------------------------------------------------------------- | --- | ------------------------ |
| Bereberes. Civilización naval y de caballería. | Los aldeanos se mueven un 5% más rápido en la Alta Edad Media y un 10% más rápido en la Edad Feudal; las unidades de caballería cuestan -15% en la Edad de los Castillos, -20% en la Edad Imperial; los barcos se mueven un 10% más rápido. Bonus de equipo: los genitores pueden entrenarse en la galería de tiro con arco. | Genitor (guerrillero a caballo) y camello arquero (arquero montado). | Alcazabas (los castillos trabajan un 25% más rápido en equipo); dromedarios magrebíes (los jinetes a camello se regeneran).                                                              | Torre Hasán.             |
| Malíes. Civilización de infantería.            | Los edificios cuestan -15% de madera; a partir de la Edad Feudal, las unidades de cuarteles obtienen con +1 en armadura anti proyectil al avanzar a cada edad; Aldeanos depositan un 10% más de oro. Bonus de equipo: la Universidad investiga un 80% más rápido.                                                            | Guardianas de Gbeto (infantería a distancia).                        | Gran asamblea (los centros urbanos disparan flechas incendiarias); farimba (+5 de ataque para la caballería).                                                                            | Gran Mezquita de Djenné. |
| Etíopes. Civilización de arqueros.             | Los arqueros a pie disparan un 18% más rápido; reciben 100 de oro y 100 de alimento cada vez que avanzan de edad; mejora de piquero gratis Bonus de equipo: mayor visión para puestos avanzados y el coste de piedra de estos removido.                                                                                      | Shotelai (infantería).                                               | Centralización (los shotelai y Jinetes de Camello toman -3 de daño por parte de unidades montadas); mecanismos de torsión (las unidades de asedio aumentan su onda expansiva al atacar). | Biet Medhani Alem.       |
| Portugueses. Civilización naval y de pólvora.  | Todas las unidades cuestan -20% de oro; Los Recolectores de Bayas generan madera en adición del alimento; los barcos son un 10% más resistentes; pueden construir factorías en la Edad Imperial que dan recursos de forma continua. Bonus de equipo: Todas las tecnologías se desarrollan un 25% más rápido.                 | Cañón de salvas (unidad de pólvora) y carabela (naval).              | Carracas (barcos más resistentes con +1/+1 de armadura); arcabuz (unidades de pólvora mejoradas por balística).                                                                          | Torre de Belém.          |

## Multijugador
La expansión Age of Empires II: The African Kingdoms tiene soporte multijugador en Steam, que también incluye el modo espectador para ver las partidas multijugador en línea, y la transmisión directa a Twitch.tv.

## Campañas
La expansión aporta 4 nuevas campañas, cada una de ellas protagonizada por una de las nuevas civilizaciones:
- Tariq Ibn Ziyad: abarca la conquista musulmana de la península ibérica y su posterior intento de prolongación hacia la Galia entre los años 711 y 732.
  1. La Batalla de Guadalete.
  2. Subyugación y consolidación.
  3. Divide y conquista.
  4. Cruce de los Pirineos.
  5. Algaras.
- Sundiata: narra la guerra que emprende el príncipe Keïta contra los guerreros sosso dirigidos por el rey Sumanguru Kanté, dispuestos a conquistar el reino de Ghana y Mandinga.
  1. Tullido y perseguido.
  2. ¿La naturaleza del escorpión?
  3. El oro de Yenné.
  4. Mar de sangre a la orilla del río.
  5. El reinado del León.
- Francisco de Almeida: empujados por la presión que ejercen los reinos cristianos y moros de la península ibérica, los portugueses intentan conquistar nuevas tierras en el Norte de África.
  1. El Viejo Mundo.
  2. África: puerta a la expansión.
  3. Ruinas de un imperio, cimientos de otro.
  4. Estado da Índia.
  5. Por la sangre de un hijo.
- Judith: narra la vida de esta princesa etíope, que se ve forzada al exilio por la traición de su primo, pero que más adelante volvería a Etiopía para vengarse y convertirse en una poderosa reina.
  1. Camino del exilio.
  2. El compañero indicado.
  3. Una corona sin dueño.
  4. Estelas rotas.
  5. Bienvenida a casa.

## Unidades
Las nuevas unidades únicas de las nuevas civilizaciones son las siguientes: genitor, camello arquero, gbeto, shotelai, cañón de salvas, carabela.
Las nuevas unidades genéricas son las siguientes: galeota incendiaria, balsa de demolición, torre de asedio.

## Tecnologías
La expansión incluye dos nuevas tecnologías genéricas:
- Aspillera en cruz: aumenta el daño de las torres.
- Incendiarismo: la infantería causa daño adicional a los edificios.